# Slávgorod
Slávgorod (Сла́вгород en ruso) es una localidad rusa del krai de Altái ubicada entre los lagos Sekachi y Bolshoie Yarovoie a 342 km al oeste de Barnaúl, la capital del krai. Según el censo del 2010, la población es de aproximadamente 32.390 habitantes.
Durante la Guerra Fría, la ciudad tuvo una base aérea militar.

## Estatus administrativo y municipal
La localidad está incorporada dentro del centro administrativo junto con veinticuatro aldeas rurales hasta el 1 de enero de 2012 cuando el distrito de Slavogorodski fue suprimido aunando todos los territorios municipales.

## Demografía
| 1959   | 1970   | 1979   | 1989   | 1992   | 2002   | 2008   |
| ------ | ------ | ------ | ------ | ------ | ------ | ------ |
| 26 300 | 32 900 | 32 100 | 34 900 | 35 000 | 34 335 | 35 676 |